# Chris Richard
 (novembre 2019).
Si vous disposez d'ouvrages ou d'articles de référence ou si vous connaissez des sites web de qualité traitant du thème abordé ici, merci de compléter l'article en donnant les références utiles à sa vérifiabilité et en les liant à la section « Notes et références ».
Pour les articles homonymes, voir Richard.
Chris Richard né le 25 décembre 1984 à Lakelabd en Floride, est un basketteur américain ayant évolué au poste d'Ailier fort.